# Neuwilen
Neuwilen ist eine ehemalige Ortsgemeinde und eine Ortschaft der Gemeinde Kemmental des Bezirks Kreuzlingen des Kantons Thurgau in der Schweiz. Das Dorf Neuwilen an der Hauptstrasse Frauenfeld–Kreuzlingen mit den Weilern Oberstöcken und Schwaderloh bildete von 1803 bis 1995 eine Ortsgemeinde der Munizipalgemeinde Alterswilen. Am 1. Januar 1996 fusionierte die Ortsgemeinde Neuwilen zur Gemeinde Kemmental.

## Geschichte

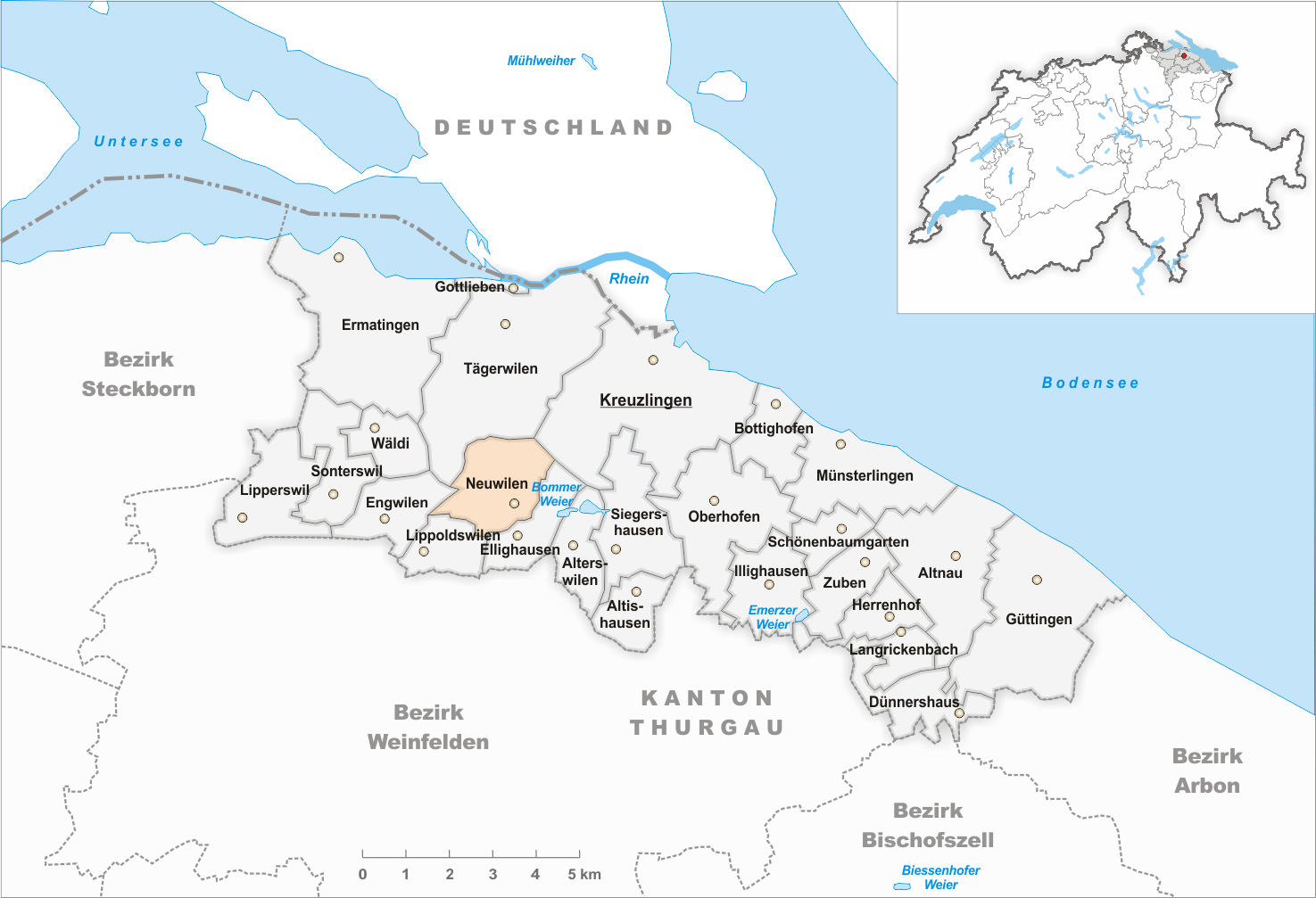
Gemeindestand vor der Fusion im Jahr 1996

Die Siedlung wurde 1159 erstmals erwähnt als Nunewillare. Ursprünglich in der Konstanzer Bischofshöri gelegen, gehörte Neuwilen ab spätestens Mitte des 13. Jahrhunderts zur Vogtei Eggen. 1447 kam es unter die Gerichtsherrschaft des Raitigerichts der Stadt Konstanz, in der es bis 1798 verblieb. Die Rechte der Gemeinde wurden 1490 in der Gerichtsoffnung, später in Gemeindebriefen festgelegt.
Pfarrgenössig war Neuwilen zunächst nach St. Stephan in Konstanz, dann nach Tägerwilen und seit dem 13. Jahrhundert stets nach Alterswilen. Nach der Reformation 1529 gingen die wenigen Katholiken nach Bernrain zur Kirche, ab 1831 gehörten sie zur Pfarrei Emmishofen und heute zur Pfarrei Kreuzlingen-Emmishofen.
Neuwilen erwarb 1805 vom Kanton 150 Hektaren Wald. Nach dem Kornanbau in der Dreizelgenwirtschaft ging man im 19. Jahrhundert zu Vieh- und Milchwirtschaft über. 1865 entstand eine Dorfkäserei, die seit 1958 nur noch Milchannahmestelle ist. Von 1845 bis 1880 war eine Bierbrauerei aktiv, 1870 bis 1910 zahlreiche Handsticker und ab 1878 ein Sieb- und Drahtwarenfabrikationsbetrieb. Von 1967 bis 1987 erfolgte eine Güterzusammenlegung. Seit 1992 führt die Autobahn A7 über das Gebiet der damaligen Ortsgemeinde.

## Bevölkerung
| Jahr         | 1850  | 1900  | 1950  | 1990  | 2000  | 2010  | 2018  | 2023  |
| Ortsgemeinde | 429   | 409   | 351   | 356   |       |       |       |       |
| Ortschaft    |       |       |       |       | 326   | 365   | 549   | 582   |
| Quelle       | [ 3 ] | [ 3 ] | [ 3 ] | [ 3 ] | [ 4 ] | [ 5 ] | [ 2 ] | [ 6 ] |

Von den insgesamt 582 Einwohnern der Ortschaft Neuwilen am 31. Dezember 2023 waren 141 bzw. 24,2 % ausländische Staatsbürger. 224 (38,5 %) waren evangelisch-reformiert und 125 (21,5 %) römisch-katholisch.

## Bilder

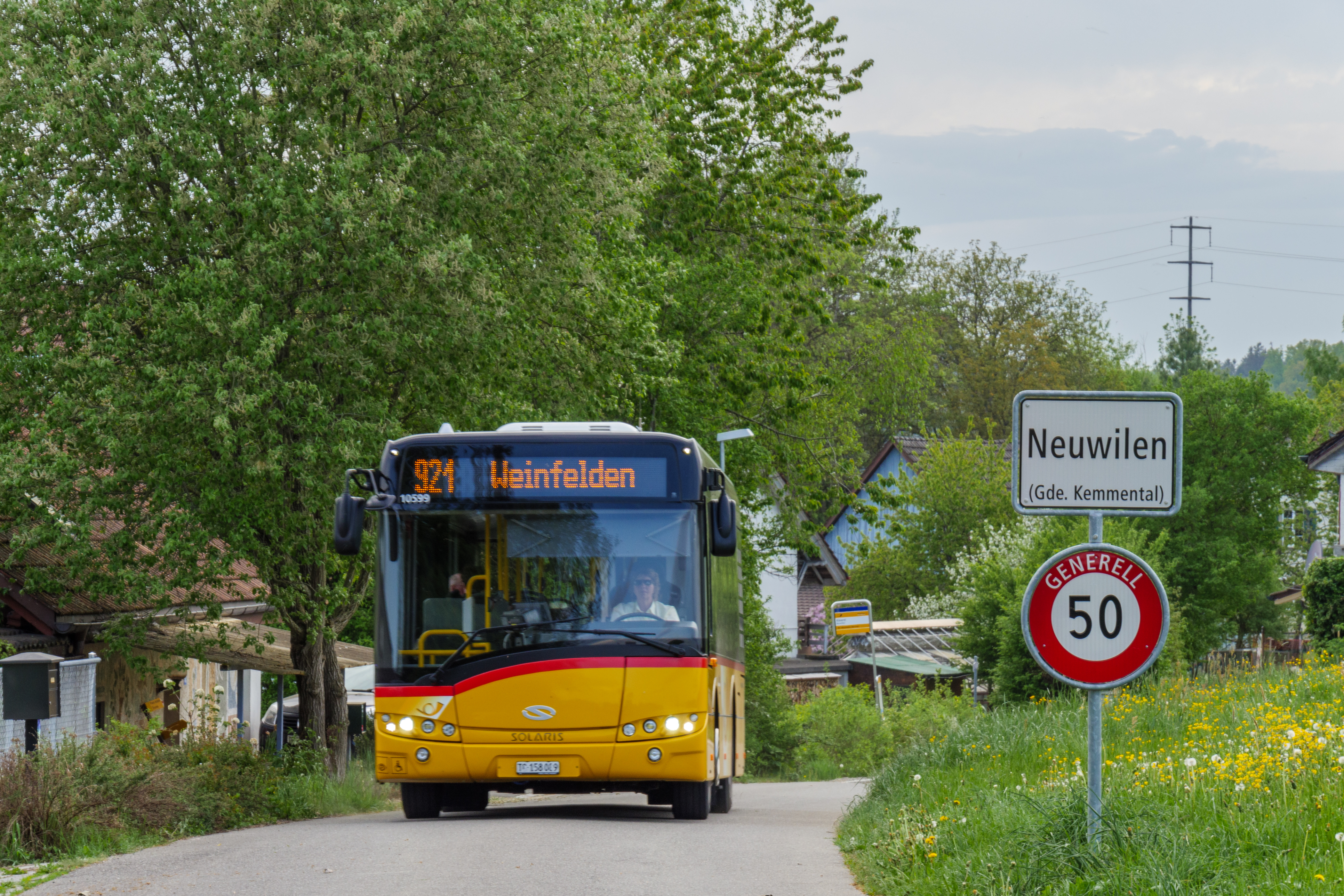
Postauto in Neuwilen
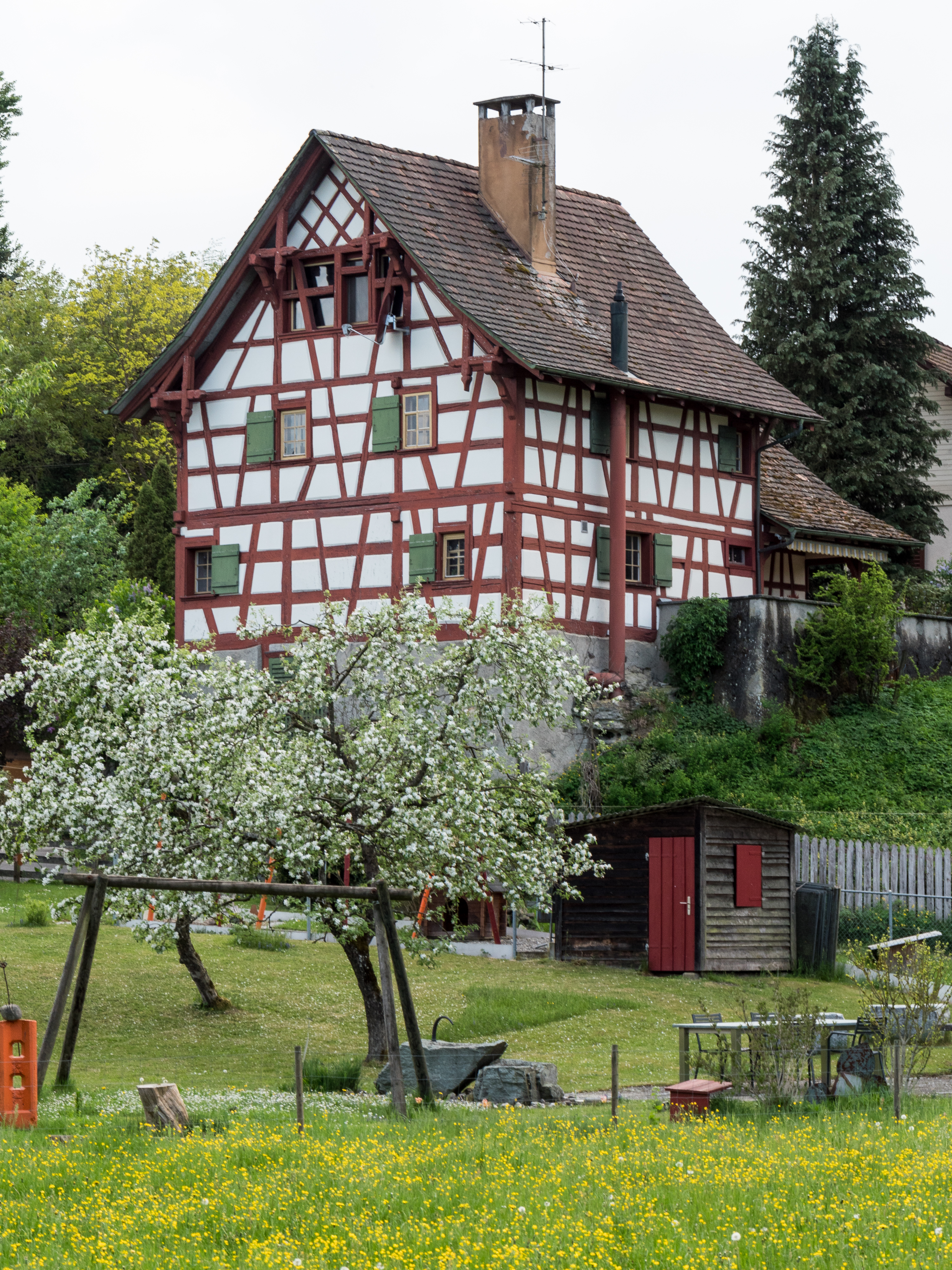
Riegelhaus «Felsenburg»
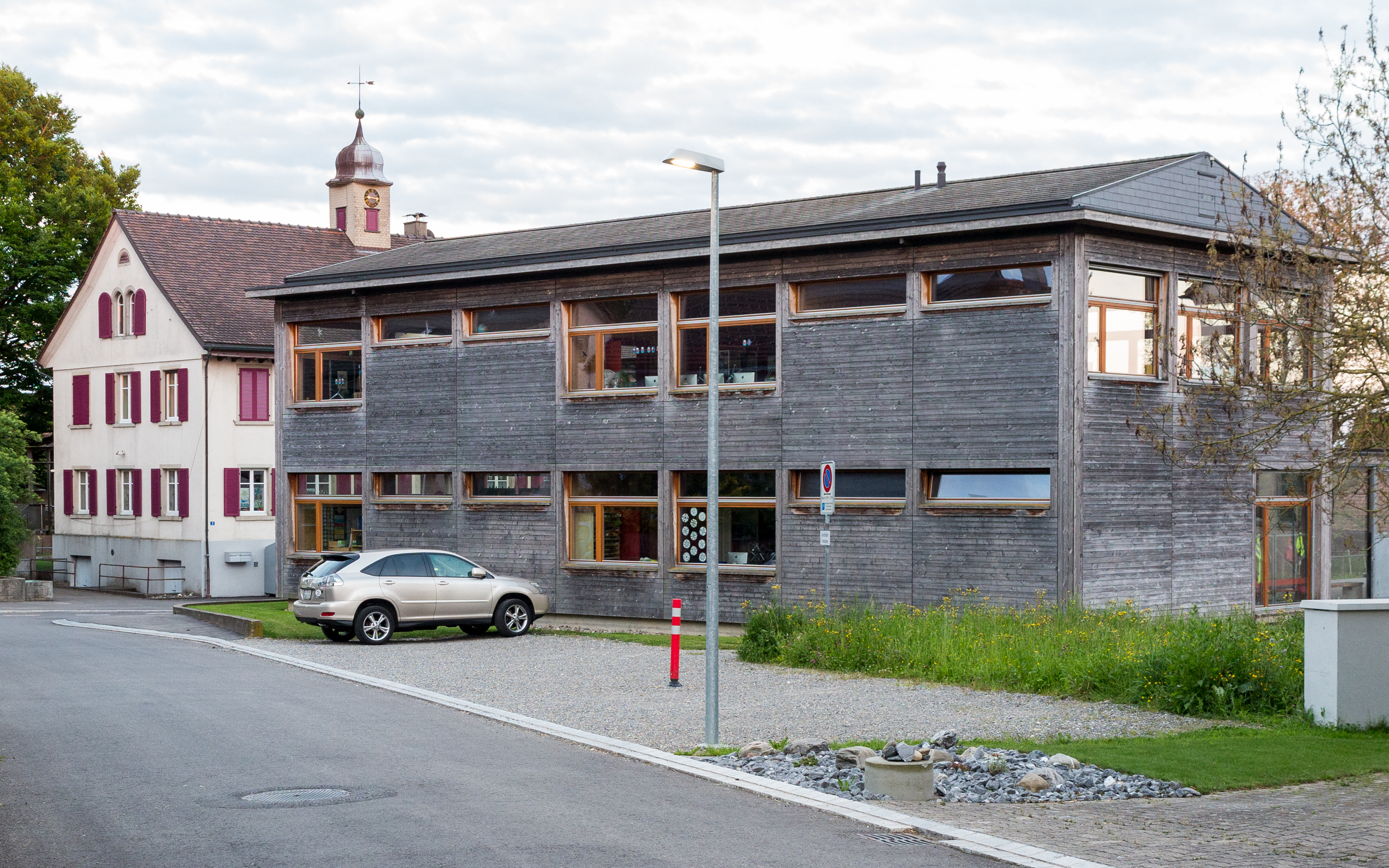
Kindergarten und neues Schulhaus
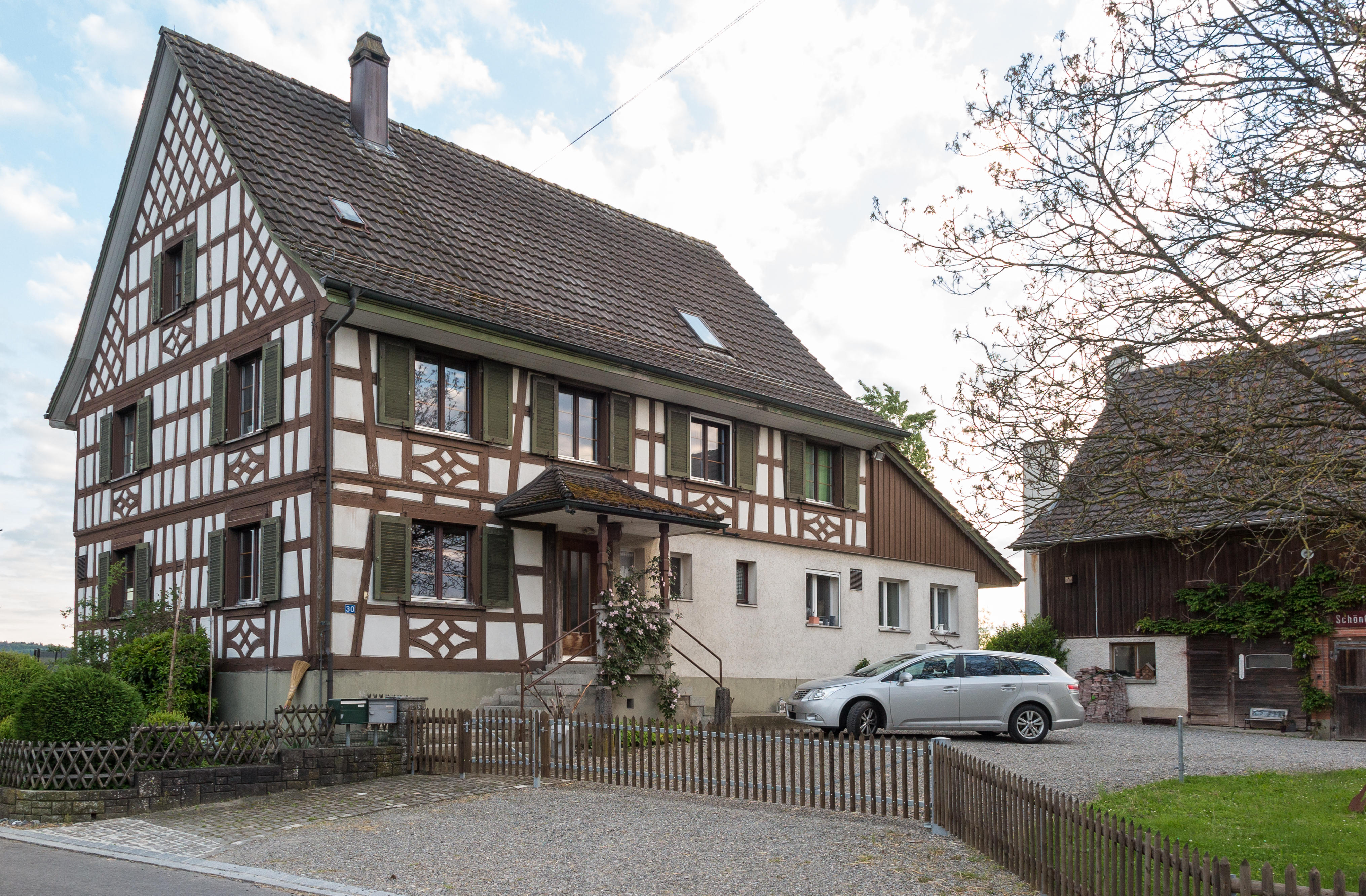
Schönthal, Unterneuwilen